# تی‌وی‌آرآی (اندونزی)
تی‌وی‌آرآی (انگلیسی: TVRI) یک شبکه تلویزیونی در کشور اندونزی است.
این شبکه که مقر آن در شهر جاکارتا قرار دارد در سال ۱۹۶۲ تأسیس شده‌است.

## لوگوها

1962-1974 (Corporate)
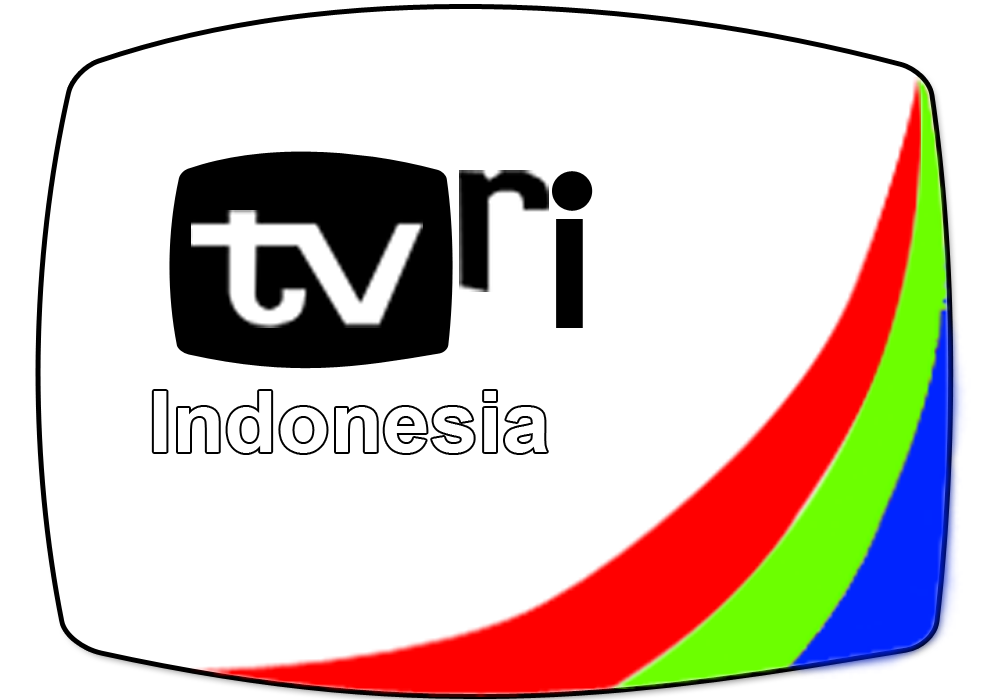
1974-1982
2003-2007
2019–2007
2019–اکنون